# Anjahambe
Anjahambe est une commune urbaine malgache située dans la partie sud de la région d'Analanjirofo.